# Johann Heinrich Acker (Philologe)
Johann Heinrich Acker (* 25. Januar 1680 in Hausen bei Gotha; † 19. März 1759 in Rudolstadt) war ein deutscher Gymnasiallehrer, Philologe und Literaturhistoriker. Sein Pseudonym war Melisander.

## Leben

### Familie
Johann Heinrich Acker war der Sohn des Theologen Johann Heinrich Acker und dessen Ehefrau Anna Maria (geb. Dörrfeld, * 1652).
Er war seit 1710 mit Juliane Magdalene (geb. Gölitz) verheiratet und hatte mehrere Kinder.

### Werdegang
Johann Heinrich Acker war ein Philologe des 18. Jahrhunderts, dessen akademische Laufbahn 1695 an den Universitäten Jena und Halle begann. Dort studierte er zehn Jahre lang vor allem Philologie und erwarb den Magistergrad, was den Grundstein für seine spätere Karriere legte. Sein Engagement in der Literatur und seine Fähigkeiten als Dichter blieben nicht unbemerkt. Er wurde mit der kaiserlichen Dichterkrone ausgezeichnet, ein Zeichen der Anerkennung für seine poetischen Leistungen.
Sein beruflicher Werdegang führte ihn in die Verwaltung des Bildungswesens in Sachsen-Eisenach, wo er den Titel eines herzoglichen Kommissionssekretärs erhielt. Im Jahr 1709 wurde er zum Konrektor des Gymnasiums in Rudolstadt ernannt. Fünf Jahre später, 1714, übernahm er die Position des Rektors an derselben Bildungseinrichtung. 1720 wechselte er als Nachfolger von Christian Friedrich Wilisch (1684–1759) als Rektor an das Gymnasium (siehe Friedrichgymnasium (Altenburg)) in Altenburg, wo er die Ausbildung der Schüler weiter förderte.
Trotz seiner Qualifikationen und Engagements stieß Johann Heinrich Acker in der Bürgerschaft auf wenig Anklang. Dies führte dazu, dass er 1726 sein Amt aufgab und fortan seinen Lebensunterhalt mit Privatunterricht bestritt. Seine Verbindung zur Bildung und zur Literatur blieb jedoch bestehen, und er hinterließ verschiedene Schriften. Eine Geschichte des Altenburger Gymnasiums verzeichnet insgesamt 75 Werke von Johann Heinrich Acker. Diese Schriften reflektieren seine philologische Expertise und seinen Einfluss auf die literarische Bildung seiner Zeit.

## Schriften (Auswahl)
- Oratio qua novis theologiae professoribus in actademia Jenensi gratulatus est. Jena, 1705.
- Statue der Wahrheit dem Sächsischen Helden Johann Wilhelm in Krieg und Friedenszeit erworben. Jena, 1707.
- Epistolae generosissimi o. Stvrmii et ceterorvm ad Rogervm Aschamvm nec non alia Angliae lumina. Jena 1722 (Digitalisat)
- Historia pennarum. 1726 (Digitalisat).
- Kurze Nachricht von dem Leben des gelehrten Edelmanns Eitelwolff von Stein. Rudolstadt, 1736.